# 玉珠桑登林寺
玉珠桑登林寺（藏语称“玉珠桑登林”）是位于中国西藏自治区那曲地区尼玛县文布乡的一座苯教寺院。

## 简介
玉珠桑登林寺是位于南木林县的苯教寺院热拉雍仲林寺辖下的一个分寺。玉珠桑登林寺分为新寺和旧寺，旧寺由索巴坚赞创建，新寺由玉珠平措创建。玉珠桑登林寺曾经有过五代住持活佛。
玉珠桑登林寺主供顿巴喜饶，护法神为斯巴杰姆。
玉珠桑登林寺每年举办多种宗教活动，其中最隆重者为“古多羌姆”。“古多羌姆”是藏历每年十一月初开始，僧众在玉珠桑登林寺内念经并举办法事活动，最后4天则在寺院内表演宗教舞蹈“羌姆”。